# 지로나호

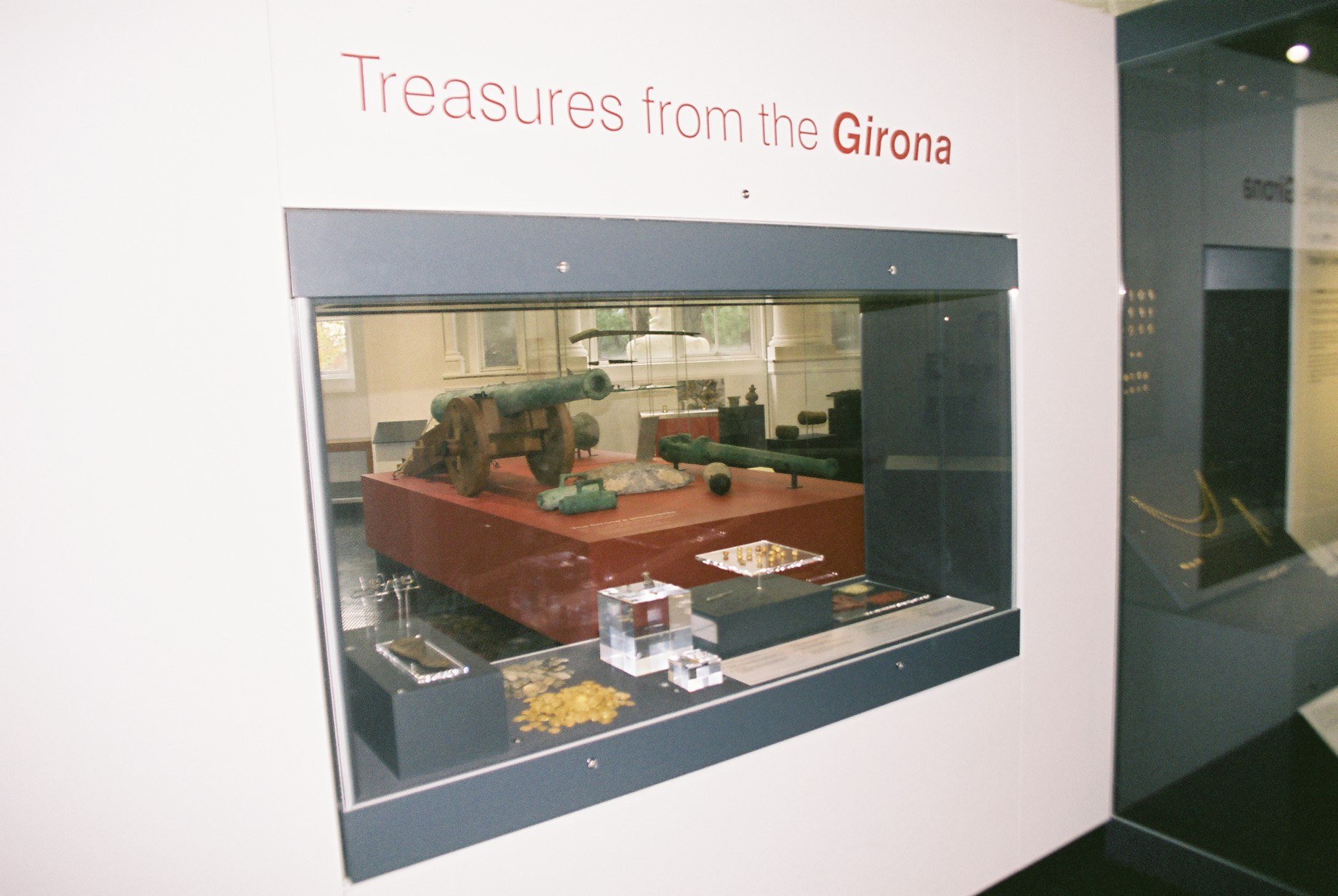

지로나호는 스페인 무적함대의 갤리스급 선박으로서, 1588년에 건조되어, 같은 해 10월 26일에 아일랜드 해안을 따라 동쪽으로 항해 중 안트림 지방의 라카다 곶(Cape Lacada)에서 난파하였다. 지로나호의 난파는 너무도 큰 인명피해로도 유명하지만, 후일 난파선에서 건져올린 어마한 보물로도 유명하다.
마지막 항해 전, 지로나호는 아일랜드의 킬리베그스 항구에 정박하고 있었는데, 사실 이 항구의 입항 도중에 이미 동행하던 두 척의 배를 잃었던 형편이었다. 아일랜드 왕국의 지도자였던 맥스위니 바나그(MacSweeney Bannagh)의 지원으로 지로나호는 수리를 마칠 수 있었고, 알론소 마르티네스 데 레이바(Alonso Martinez de Leyva)를 포함하여 1300명을 승선한 채 10월 중순 경에 돛을 올리고 출항하였다. 지로나호는 포일 호까지는 순항할 수 있었으나, 그 후 강풍에 휩쓸려 결국 안트림 던루스 해안에 좌초하였다. 10월 26일 밤이었다.
9명이 생존하였고, 그들은 안트림의 영주인 솔리 보이 맥도널(Sorley Boy MacDonnell)이 있던 스코틀랜드로 보내졌다. 해안에서 260구의 떠내려온 시신들이 발견되었다.
난파 수개월 뒤, 조지 카루가 지로나호의 인양을 처음 시도하였다. 그는 잠수부들을 부리는 데 위스키가 너무 많이 든다고 불평하였다.
당시 안트림의 영주였던 맥도널은 난파선에서 황동제 대포 3문과 보물 2상자를 건져올릴 수 있었다.
1967년에서 1968년에 포트밸린트리 해안 근처에서, 벨기에 잠수부 팀이 난파선 인양 역사상 가장 큰 규모의 스페인 무적함대의 보물들을 인양하는 데 성공하였다. 지로나호에서 건진 황금 보물들은 벨파스트의 울스터 박물관에 소장되어 있다.
지로나호가 난파된 장소는 1993년 4월 22일에 통과된 영국 의회의 난파선 보호법에 의거하여, 역사적인 장소로 지정되어 보호되고 있다.

## 참고자료
- Annual Report of the Advisory Committee on Historic Wrecks, 2005